# B molle

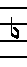
B molle

Das B molle (lateinisch für ‚weiches b‘) bezeichnet in der Musik des Mittelalters die tiefere Variante des Tons b, die in dem auf f errichteten Hexachordum molle verwendet wurde, im Unterschied zum höheren B durum des von g ausgehenden Hexachordum durum.
Das für das B molle verwendete Zeichen, das B rotundum (lateinisch für ‚rundes B‘) ist in der Quadratnotation von Neumen ein Versetzungszeichen zur Anzeige der Erniedrigung eines Tones um einen Halbtonschritt. Es gilt für die gesamte Länge des gesungenen Wortes eines Gregorianischen Chorals und kann innerhalb dessen durch ein B durum aufgehoben werden. Es wurde zunächst nur im Zusammenhang mit dem Ton b, später aber auch bei anderen Tönen verwendet.
Das Versetzungszeichen ♭  der modernen Notenschrift erinnert an das b molle.